# Unione Sportiva Livorno 1925-1926
Questa voce raccoglie le informazioni riguardanti la Unione Sportiva Livorno nelle competizioni ufficiali della stagione 1925-1926.

## Stagione
Dopo la trionfale tournée di fine stagione scorsa disputata in Germania, sei partite, sei vittorie, (2-0) ad Amburgo, (3-2) a Braunschweig, (4-2) a Stettino, (6-3) a Brema, (2-1) a Dresda e (2-0) a Düsseldorf, nella stagione 1925-1926 si riparte dal riconfermato allenatore magiaro mister King. Nella stagione 1925-1926 il Livorno disputa il girone B del campionato di Lega Nord di Prima Divisione, dove raccoglie 25 punti con il quinto posto finale. L'esordio è col botto (6-1) col Mantova, poi lo stesso ritornello della passata stagione, il campo di Villa Chayes rimane imbattuto per il quarto anno consecutivo, ma in trasferta otto sconfitte, pesanti scoppole subite a Cremona, a Reggio Emilia e a Vercelli. Il quinto posto finale, ben lontano dalla piazza scudetto, è un risultato comunque di prestigio. Realizza meno reti Magnozzi, capocannoniere con undici centri, ma realizzano in molti, Silvestri e Bandini I con sette reti, Pitto e Paolini con cinque reti. Il Livorno chiude il campionato al 5º posto dietro al Padova, che lo precede in virtù del miglior quoziente reti (1,667 contro 0,956). Lo scudetto lo vince la Juventus, che nelle finali nazionali ha superato l'Alba Roma. La riforma dei campionati ha promosso le prime otto classificate dei due gironi, nel nuovo campionato di Divisione Nazionale, che inizia dalla prossima stagione.

## Divise
La divisa è formata da una maglia amaranto che presenta tre strisce orizzontali, nell'ordine bianco-verde-bianco, con al centro lo stemma della città di Livorno.
| Prima divisa |

## Rosa
| N. |                    | Ruolo | Calciatore              |
| -- | ------------------ | ----- | ----------------------- |
|    | Austria (bandiera) | P     | Rodolfo Augustinovich   |
|    | Italia (bandiera)  | P     | Paolo Lami              |
|    | Italia (bandiera)  | P     | Lorenzo Niccolai        |
|    | Italia (bandiera)  | D     | Piero Bandini (II)      |
|    | Italia (bandiera)  | D     | Giovanni Vincenzi       |
|    | Italia (bandiera)  | C     | Bruno Giraldi           |
|    | Italia (bandiera)  | C     | Gastone Innocenti (III) |
|    | Italia (bandiera)  | C     | Renato Nigiotti         |
|    | Italia (bandiera)  | C     | Plinio Paolini          |
|    | Italia (bandiera)  | C     | Alfredo Pitto           |

| N. |                   | Ruolo | Calciatore              |
| -- | ----------------- | ----- | ----------------------- |
|    | Italia (bandiera) | A     | Luigi Allegranti        |
|    | Italia (bandiera) | A     | Aldo Bandini (I)        |
|    | Italia (bandiera) | A     | Mario Baldi             |
|    | Italia (bandiera) | A     | Mario Del Cittadino     |
|    | Italia (bandiera) | A     | Gontrano Innocenti (II) |
|    | Italia (bandiera) | A     | Mario Magnozzi          |
|    | Italia (bandiera) | A     | Bruno Montelatici       |
|    | Italia (bandiera) | A     | Mario Palandri          |
|    | Italia (bandiera) | A     | Mario Scazzola          |
|    | Italia (bandiera) | A     | Paolo Silvestri         |

## Risultati

### Prima Divisione Nord Girone B

#### Girone di andata
| Arbitro: | Beretta (Novi Ligure) |

|                                                           |           |           |
| Montelatici 2’, 74’ A. Bandini 10’, 85’ Magnozzi 20’, 53’ | Marcatori | 3’ Preuss |

| Arbitro: | Girelli (Verona) |

|                                                               |           |  |
| Wilhelm 2’, 80’ E. Bodini 16’, 26’, 62’ Jeszmás 82’, 83’, 86’ | Marcatori |  |

| Arbitro: | Pierallini (Modena) |

|                                          |           |                       |
| Pitto 2’ (rig.) Magnozzi 14’ Paolini 67’ | Marcatori | 20’ Catto 36’ Alberti |

| Arbitro: | Guarnieri (Milano) |

|                                                         |           |                     |
| F. Monti 16’ A. Kregar 19’, 44’, 57’ A. Busini 56’, 87’ | Marcatori | 75’ (rig.) Magnozzi |

| Arbitro: | Galassi (Roma) |

|                                       |           |                |
| Sereno 51’, 79’, 80’ Powolny 57’, 83’ | Marcatori | 40’, 42’ Baldi |

| Arbitro: | Turbiani (Ferrara) |

|                                                |           |            |
| Magnozzi 30’, 89’ Silvestri 53’, 68’ Pitto 83’ | Marcatori | 85’ Roveda |

| Arbitro: | Sianesi (Milano) |

|                             |           |  |
| Munerati 6’, 48’ Hirzer 64’ | Marcatori |  |

| Arbitro: | Vagge (Genova) |

|           |           |  |
| Tritz 52’ | Marcatori |  |

| Arbitro: | De Renzis (Genova) |

|                                         |           |  |
| Paolini 57’, 63’ Magnozzi 71’ Pitto 80’ | Marcatori |  |

| Arbitro: | Serra (Bologna) |

|                                             |           |           |
| Ballarin 9’ Bánás 51’ Muller 74’ Sacchi 78’ | Marcatori | 27’ Pitto |

| Arbitro: | Sguerso (Savona) |

|                                                               |           |  |
| Ardissone 5’ Gardini 17’, 18’, 46’, 86’ Zanello 70’ Ceria 85’ | Marcatori |  |

#### Girone di ritorno
| Arbitro: | Ortali (Bologna) |

|  |           |                    |
|  | Marcatori | 13’, 23’ Silvestri |

| Arbitro: | Franciosini (Modena) |

|                             |           |             |
| A. Bandini 3’ Silvestri 10’ | Marcatori | 65’ Wilhelm |

| Genova 14 marzo 1926 14ª giornata | Genoa            | 0 – 0 | Livorno | Campo di Via del Piano\| Arbitro: \| U. Gama (Milano) \| |
| Arbitro:                          | U. Gama (Milano) |       |         |                                                          |

| Arbitro: | Dani (Genova) |

|                                         |           |  |
| Paolini 56’ Magnozzi 74’ A. Bandini 75’ | Marcatori |  |

| Arbitro: | Gamba (Venezia) |

|                                |           |  |
| A. Bandini 12’ Montelatici 35’ | Marcatori |  |

| Arbitro: | De Renzis (Trieste) |

|                        |           |              |
| Moretti 52’ Roveda 80’ | Marcatori | 27’ Magnozzi |

| Arbitro: | Lenti (Genova) |

|               |           |            |
| A. Bandini 4’ | Marcatori | 64’ Hirzer |

| Arbitro: | Turriti (Firenze) |

|                                                                            |           |                        |
| A. Bandini 12’ Magnozzi 25’, 76’ Paolini 48’ Pitto 53’ (rig.) Palandri 87’ | Marcatori | 46’ Tritz 65’ Marchina |

| Arbitro: | Majani (Torino) |

|  |           |              |
|  | Marcatori | 41’ Palandri |

| Arbitro: | Pinasco (Sestri Ponente) |

|               |           |             |
| Silvestri 28’ | Marcatori | 40’ Savelli |

| Arbitro: | Garbieri (Genova) |

|                           |           |  |
| Palandri 9’ Silvestri 11’ | Marcatori |  |

## Statistiche

### Statistiche di squadra
| Competizione                           | Punti | In casa | In casa | In casa | In casa | In casa | In casa | In trasferta | In trasferta | In trasferta | In trasferta | In trasferta | In trasferta | Totale | Totale | Totale | Totale | Totale | Totale | DR |
| Competizione                           | Punti | G       | V       | N       | P       | Gf      | Gs      | G            | V            | N            | P            | Gf           | Gs           | G      | V      | N      | P      | Gf     | Gs     | DR |
| -------------------------------------- | ----- | ------- | ------- | ------- | ------- | ------- | ------- | ------------ | ------------ | ------------ | ------------ | ------------ | ------------ | ------ | ------ | ------ | ------ | ------ | ------ | -- |
| Prima Divisione (girone B - Lega Nord) | 25    | 12      | .       | .       | .       | ..      | ..      | 12           | .            | .            | .            | ..           | ..           | 22     | 11     | 3      | 8      | 43     | 45     | -2 |
| Totale                                 | 25    | 12      | .       | .       | .       | ..      | ..      | 12           | .            | .            | .            | ..           | ..           | 22     | 11     | 3      | 8      | 43     | 45     | -2 |